# ビクトル・フェルナンデス
ビクトル・フェルナンデス（Víctor Fernández Braulio、1960年11月28日- ）は、スペイン・サラゴサ出身のサッカー指導者。攻撃サッカーの信奉者として知られる。

## 経歴
レアル・サラゴサの下部組織で監督としてのキャリアをスタート。1990年からは6年間にわたってサラゴサのAチームで監督を務め、コパ・デル・レイ準優勝（92-93）、リーガ・エスパニョーラ3位およびコパ・デル・レイ優勝（93-94）、カップウィナーズカップ優勝（94-95）などの実績を残した。その後CDテネリフェを経て1998年にセルタ・デ・ビーゴの監督に就任すると、3年連続でリーグ戦で上位に食い込み、コパ・デル・レイ準優勝も果たすなど結果を残す一方で、スペイン人好みの攻撃サッカーを展開し更に評価を高めた。
その後2002年から指揮を執ったレアル・ベティスでも中位につけるなど結果を残し、2004年にはポルトガルのFCポルトの監督に就任。トヨタカップを制覇し同クラブを世界王者に導くも、成績不振で途中解任された。
2006年には古巣のサラゴサに10年ぶりの復帰。同シーズンではパブロ・アイマールやアンドレス・ダレッサンドロらを擁し、攻撃的なサッカーを展開した。チャンピオンズリーグ出場権には届かなかったが、6位でシーズンを終えUEFAカップ出場権を獲得した。07-08シーズンは、シーズン前に大型補強をおこなったことが、UEFAカップでは早々に敗退し、国内リーグも低迷した。そして、その責任を取らされる形でシーズン終了前に解任された。
2010年1月、アントニオ・タピアの後任としてベティスに6年ぶりに復帰する。タピアが率いていた序盤の出遅れを挽回して最後まで昇格争いに絡み、2位エルクレスCF・3位レバンテUDと勝ち点71で並んだものの、直接対決の結果で4位に終わり昇格を逃したため契約打ち切りとなった。
その後は南アフリカW杯後に退任した岡田武史の後任としてサッカー日本代表監督の候補にも挙げられたが、実現しなかった。
2015年9月、レアル・マドリードの下部組織のディレクターに就任し、2017年6月まで務めた。
2018年12月、サラゴサの監督に復帰した。

## 獲得タイトル

### 監督時代
レアル・サラゴサ
- コパ・デル・レイ:1回（1993-94）
- UEFAカップウィナーズカップ:1回（1994-95）

セルタ・デ・ビーゴ
- UEFAインタートトカップ:1回（2000）

FCポルト
- スーペルタッサ・カンディド・デ・オリベイラ:1回（2004）
- トヨタカップ:1回（2004）